# Унтерзеен
Унтерзеен (нім. Unterseen) — місто  в Швейцарії в кантоні Берн, адміністративний округ Інтерлакен-Обергаслі.

## Географія
Місто розташоване на відстані близько 45 км на південний схід від Берна.
Унтерзеен має площу 14 км², з яких на 15,3% дозволяється будівництво (житлове та будівництво доріг), 18,3% використовуються в сільськогосподарських цілях, 60,2% зайнято лісами, 6,2% не є продуктивними (річки, льодовики або гори).

## Демографія
2019 року в місті мешкало 5852 особи (+6,6% порівняно з 2010 роком), іноземців було 18,1%. Густота населення становила 418 осіб/км².
За віковим діапазоном населення розподілялося таким чином: 16,5% — особи молодші 20 років, 60,4% — особи у віці 20—64 років, 23% — особи у віці 65 років та старші. Було 2838 помешкань (у середньому 2 особи в помешканні).
Із загальної кількості 3384 працюючих 68 було зайнятих в первинному секторі, 601 — в обробній промисловості, 2715 — в галузі послуг.